# بافل كاميسش
بافل كاميسش (9 ديسمبر 1974 ببانسكا بيستريتسا في سلوفاكيا - ) هو لاعب كرة قدم سلوفاكي في مركز حراسة المرمى. لعب مع نادي سبارتاك ترنافا ونادي سيغما أولوموتس ونادي سينيتسا ونادي كوشيتسه وEnosis Neon THOI Lakatamia ‏ وAEP Paphos FC ‏ وŠK Senec ‏ ودوكلا بانسكا بيستريتسا ‏ وإينوسيس نيون باراليمني ‏.

## وصلات خارجية
- بافل كاميسش على موقع قاعدة بيانات كرة القدم.إي يو (الإنجليزية)
- بافل كاميسش على موقع Soccerway.com (الإنجليزية)
- بافل كاميسش على موقع عالم كرة القدم.نت (الإنجليزية)